# El Torn (Vandellòs i l'Hospitalet de l'Infant)
El Torn és una muntanya de 152 metres que es troba al municipi de Vandellòs i l'Hospitalet de l'Infant, a la comarca catalana del Baix Camp.
Al cim podem trobar-hi un vèrtex geodèsic (referència 258146001).
Aquest cim està inclòs a la Llista dels 100 cims de la FEEC.